# Раковски (София)
Вижте пояснителната страница за други значения на Раковски.
СК „Раковски“ е български футболен клуб от София. 

## История
Основан е на 1 април 1911 г. в квартал Лозенец в София. Отборът на Раковски е продължител на гимнастическо дружество „Искра“, основано през 1907 г. в София. Клубът е сред най-силните софийски отбори в периода до 1948 г., като никога не изпада по-ниско от второ ниво на първенството. Редовен участник е в Софийското първенство, където изиграва 13 сезона на най-високо ниво и 11 сезона във II дивизия. СК Раковски София съществува до 11 юни 1947 г., когато е обединен с отбора на Юнак (София) и Физкултурния колектив към Министерството на вътрешните работи в София под името Спартак МВР (София).

## Местоположение
СК Раковски София е развивал спортна дейност в долната част на кв. Лозенец в София. Районът на клуба е обхващал пространството между бул. „Черни връх“, бул. „Евлоги и Христо Георгиеви“, бул. „Драган Цанков“ и бул. „Джеймс Баучър“ в София.

## Игрище
Игрище „Раковски“ се е намирало до казармените сгради на „ЖП Дружината“ на ъгъла между бул. „Петко Каравелов“ (сега бул. „България“) и ул. „Фритьоф Нансен“ в София. Впоследствие Столичната община отнема това игрище от клуба, като разрешава на клуба да използва за клубно игрище празно пространство до Александровска болница в София. Игрището не е разполагало с трибуни и е било с капацитет за около 4000 зрители. През 20-те години на миналия век на игрище „Раковски“ се провеждат официални срещи от Софийското футболно първенство.

## Обединения
На 13 декември 1934 г. отборът на Раковски София се обединява с отбора на Лозенец София под името Раковски София. Впоследствие на 25 май 1935 г. отборът на Лозенец се отделя от отбора на Раковски София и отново съществува като самостоятелен спортен клуб. През месец ноември 1938 г. следва ново обединение между двата тима.
На 19 септември 1943 г. отборът на Раковски София се обединява с отбора на Родина Лозенец под името РР 43 (София).
На 5 октомври 1944 г. отборът на Раковски София е обединен с отбора на ФК'13 София под името Раковски ФК (София).
Отборът на Раковски ФК София съществува до 11 юни 1947 г., когато е обединен с отбора на Юнак (София) и Физкултурния колектив към Министерството на вътрешните работи в София под името Спартак МВР (София), като активът от сезон 1946 – 47 е приписан на новосформирания отбор.

## Цветове на клуба
Клубните цветове на Раковски София са били синьо и черно.

## Успехи
- Държавно първенство на България: Няма участие във финалната фаза на турнира
- Държавна купа на България: 1938, 1940, 1941, 1946 (2 кръг – Прадварителна фаза – София)
- Софийско първенство:
- I Софийска дивизия: 1925 (V място), 1938 (V място), 1939 (V място), 1940 (V място)
- II Софийска дивизия: 1927 (Победител), 1930 (Победител), 1932 (Победител), 1935 (Победител)
- Купа „Улпия Сердика“: 1933 (Финал)
- Участие в Националната футболна дивизия: Няма участие
- Участие в Софийското футболно първенство:
- I Софийска дивизия: 1923 – 1926, 1933 – 1934, 1936 – 1940, 1945 – 1946 (13 сезона)
- II Софийска дивизия: 1927 – 1932, 1935, 1940 – 1944 (12 сезона)
- Между сезоните: 1945 – 1946 г. участва в първенството обединен с отбора на ФК'13 София под името Раковски ФК София.